# Поліція Гонконгу
Поліція Гонконгу (англ. Hong Kong Police Force, кант. 香港警務處, скор. HKPF) — це основний правоохоронний та слідчий орган у Гонконзі. Поліція була створена 1 травня 1844 року Британської імперією, а потім була реорганізована Китайською Народною Республікою після передачі Гонконгу до Китаю.

## Історія

### Колоніальний період
Спочатку поліція була простою охороною Британських Лордів та Бізнесменів. Після Другої світової війни, поліція була реформована як охоронна фракція захисту колоніального Гонконгу.
В 1967 році спалахнули протести комуністів за приєднання Гонконгу до новітньої Китайської Народної Республіки. У 1969 році поліція отримала назву «королівська» за свою роботу з утихомиренням протестів в грудні 1967 року.

### Після передачі Гонконгу Китаю
Після передачі Гонконгу до Китаю з 1997 року королівська поліція припинила своє існування, прибравши «королівська» з назви, і змінена на регулярну поліцію Гонконгу за організації Китаю.

### Роль у протестах Гонконгу
Поліція Гонконгу зіткнулася з численними звинуваченнями у неправомірних діях під час протестів 2019 року, включаючи надмірне застосування сили, жорстокість, застосування тортур та фальсифікацію доказів. Зокрема, поліцію критикували за нездатність відреагувати під час нападу натовпу на станції метро Юен Лонг у липні 2019 року. У жовтні 2019 року проти поліції було подано кілька позовів за невиявлення документів посвідчення особи під час протестів.